# Lépisosté à museau plat
Lepisosteus platostomus
Espèce
Synonymes
- Cylindrosteus rafinesquii Duméril, 1870
- Cylindrosteus scabiceps Fowler, 1911
- Cylindrosteus scabriceps Fowler, 1911
- Lepisosteus albus Rafinesque, 1820

Statut de conservation UICN

 LC  : Préoccupation mineure
Le lépisosté à museau plat (Lepisosteus platostomus) est une espèce de poissons d'Amérique du Nord dont la vessie natatoire a été modifiée en vessie gazeuse. L'épithélium s'y est soulevé en replis richement vascularisés, ce qui permet des échanges gazeux en milieu aérien.